# Bahnstrecke Brno dolní nádraží–Brno-Židenice
| Kursbuchstrecke (SŽ): | 340                              |                                              |                                              |
| Streckenlänge: | 3,202 km                         |                                              |                                              |
| Spurweite: | 1435 mm (Normalspur)             |                                              |                                              |
| Stromsystem: | 25 kV 50 Hz ~                    |                                              |                                              |
| Streckengeschwindigkeit: | 60 km/h                          |                                              |                                              |
| Zweigleisigkeit: | Brno dolní nádraží–Brno-Židenice |                                              |                                              |
| |                                  |                                              |                                              |
| \| \| \| von (Wien–) Hevlín–Brno \| \| \| \| 2,351 \| Brno dolní nádraží früher Brünn Rossitzer Bf \| Brno dolní nádraží früher Brünn Rossitzer Bf \| \| \| \| nach Brno hlavní nádraží \| \| \| \| \| Odb. Křenová (1890–1962) \| \| \| \| \| nach Tišnov \| \| \| \| \| Brno-Černovice \| \| \| \| \| Odb. Brno-Černovice \| \| \| \| \| nach Vlárský průsmyk \| \| \| \| \| von odb. Slatinska \| \| \| \| 4,625 \| Odb. Taborska \| Odb. Taborska \| \| \| \| von Brno hlavní nádraží \| \| \| \| 5,553 \| Brno-Židenice früher Schimitz \| Brno-Židenice früher Schimitz \| \| \| \| nach Česká Třebová und nach Brno-Malomeřice \| \| \| \| \| nach Havlíčkův Brod \| \| \| \| \| \| \| \| Quellen: [1] \| \| \| \| |                                  |                                              |                                              |
| Strecke |                                  | von (Wien–) Hevlín–Brno                      | von (Wien–) Hevlín–Brno                      |
| Dienststation / Betriebs- oder Güterbahnhof | 2,351                            | Brno dolní nádraží früher Brünn Rossitzer Bf | Brno dolní nádraží früher Brünn Rossitzer Bf |
| Abzweig geradeaus und ehemals nach links |                                  | nach Brno hlavní nádraží                     | nach Brno hlavní nádraží                     |
| ehemalige Blockstelle |                                  | Odb. Křenová (1890–1962)                     | Odb. Křenová (1890–1962)                     |
| Abzweig geradeaus und ehemals nach links |                                  | nach Tišnov                                  | nach Tišnov                                  |
| ehemaliger Haltepunkt / Haltestelle |                                  | Brno-Černovice                               | Brno-Černovice                               |
| ehemalige Blockstelle |                                  | Odb. Brno-Černovice                          | Odb. Brno-Černovice                          |
| Abzweig geradeaus und ehemals nach rechts |                                  | nach Vlárský průsmyk                         | nach Vlárský průsmyk                         |
| Abzweig geradeaus und von rechts |                                  | von odb. Slatinska                           | von odb. Slatinska                           |
| Blockstelle | 4,625                            | Odb. Taborska                                | Odb. Taborska                                |
| Abzweig geradeaus und von links |                                  | von Brno hlavní nádraží                      | von Brno hlavní nádraží                      |
| Haltepunkt / Haltestelle | 5,553                            | Brno-Židenice früher Schimitz                | Brno-Židenice früher Schimitz                |
| Abzweig geradeaus und nach rechts |                                  | nach Česká Třebová und nach Brno-Malomeřice  | nach Česká Třebová und nach Brno-Malomeřice  |
| Strecke |                                  | nach Havlíčkův Brod                          | nach Havlíčkův Brod                          |
| |                                  |                                              |                                              |
| Quellen: |                                  |                                              |                                              |

Die Bahnstrecke Brno dolní nádraží–Brno-Židenice ist eine innerstädtische Verbindungsbahn in der tschechischen Stadt Brno (Brünn), die ursprünglich von der priv. österreichisch-ungarischen Staatseisenbahngesellschaft (StEG) als Teil der Wlarabahn (Brno–Vlárský průsmyk) erbaut und betrieben wurde.

## Geschichte
Die Konzession für die „Eisenbahn von Schimitz an die Landesgrenze am Wlarapasse mit eventuellen Abzweigungen nach Koritschan und Straßnitz“ erhielt die StEG am 22. Oktober 1884.
Die Bahnstrecke Brno dolní nádraží–Brno-Židenice wurde am 10. Oktober 1887 eröffnet. Die Konzession für den Abschnitt Brno dolní nádraží–Brno-Černovice wurde allerdings erst am 9. November 1888 erteilt.
Bis zum Bau der Verbindungskurve Brno hlavní nádraží–Brno-Černovice (Komarovska spojka) diente die Strecke auch dem Reiseverkehr in der Relation Brno hlavní nádraží–Vlárský průsmyk, wobei die Züge in Brno-Židenice und in Brno-Černovice die Fahrtrichtung wechseln mussten. Die kurze Verbindungsbahn odb. Slatinska–odb. Taborska wurde am 16. September 1944 eröffnet. Seit dem 15. Dezember 1970 ist die Strecke elektrifiziert.
Im Jahresfahrplan 2012 wurde die Strecke während des Berufsverkehrs an Werktagen stündlich von Personenzügen der Relation Brno hl.n.–Nesovice befahren.